# Vivonne
Vivonne és un municipi francès situat al departament de la Viena i a la regió de la Nova Aquitània. L'any 2007 tenia 3.051 habitants.

## Demografia

### Població
El 2007 la població de fet de Vivonne era de 3.051 persones. Hi havia 1.345 famílies de les quals 446 eren unipersonals (158 homes vivint sols i 288 dones vivint soles), 442 parelles sense fills, 365 parelles amb fills i 92 famílies monoparentals amb fills.
La població ha evolucionat segons el següent gràfic:
Habitants censats

### Habitatges
El 2007 hi havia 1.563 habitatges, 1.357 eren l'habitatge principal de la família, 61 eren segones residències i 144 estaven desocupats. 1.291 eren cases i 237 eren apartaments. Dels 1.357 habitatges principals, 875 estaven ocupats pels seus propietaris, 453 estaven llogats i ocupats pels llogaters i 29 estaven cedits a títol gratuït; 27 tenien una cambra, 82 en tenien dues, 228 en tenien tres, 423 en tenien quatre i 598 en tenien cinc o més. 1.003 habitatges disposaven pel capbaix d'una plaça de pàrquing. A 553 habitatges hi havia un automòbil i a 599 n'hi havia dos o més.

### Piràmide de població
La piràmide de població per edats i sexe el 2009 era:
| Homes | Edats   | Dones |
| ----- | ------- | ----- |
| 4     | 95 o +  | 12    |
| 12    | 90 a 94 | 36    |
| 16    | 85 a 89 | 36    |
| 20    | 80 a 84 | 36    |
| 60    | 75 a 79 | 72    |
| 68    | 70 a 74 | 84    |
| 60    | 65 a 69 | 68    |
| 76    | 60 a 64 | 52    |
| 76    | 55 a 59 | 68    |
| 96    | 50 a 54 | 108   |
| 104   | 45 a 49 | 104   |
| 112   | 40 a 44 | 104   |
| 104   | 35 a 39 | 108   |
| 132   | 30 a 34 | 152   |
| 56    | 25 a 29 | 68    |
| 88    | 20 a 24 | 56    |
| 96    | 15 a 19 | 88    |
| 120   | 10 a 14 | 92    |
| 112   | 5 a 9   | 88    |
| 72    | 0 a 4   | 72    |

## Economia
El 2007 la població en edat de treballar era de 1.921 persones, 1.452 eren actives i 469 eren inactives. De les 1.452 persones actives 1.362 estaven ocupades (719 homes i 643 dones) i 89 estaven aturades (40 homes i 49 dones). De les 469 persones inactives 198 estaven jubilades, 162 estaven estudiant i 109 estaven classificades com a «altres inactius».

### Ingressos
El 2009 a Vivonne hi havia 1.423 unitats fiscals que integraven 3.230,5 persones, la mediana anual d'ingressos fiscals per persona era de 17.425 €.

### Activitats econòmiques
Dels 201 establiments que hi havia el 2007, 9 eren d'empreses alimentàries, 2 d'empreses de fabricació de material elèctric, 1 d'una empresa de fabricació d'elements pel transport, 11 d'empreses de fabricació d'altres productes industrials, 26 d'empreses de construcció, 40 d'empreses de comerç i reparació d'automòbils, 10 d'empreses de transport, 11 d'empreses d'hostatgeria i restauració, 16 d'empreses financeres, 12 d'empreses immobiliàries, 23 d'empreses de serveis, 27 d'entitats de l'administració pública i 13 d'empreses classificades com a «altres activitats de serveis».
Dels 59 establiments de servei als particulars que hi havia el 2009, 1 era una oficina d'administració d'Hisenda pública, 1 gendarmeria, 1 oficina de correu, 3 oficines bancàries, 1 funerària, 8 tallers de reparació d'automòbils i de material agrícola, 1 taller d'inspecció tècnica de vehicles, 1 autoescola, 3 paletes, 3 guixaires pintors, 7 fusteries, 2 lampisteries, 4 electricistes, 1 empresa de construcció, 4 perruqueries, 2 veterinaris, 7 restaurants, 5 agències immobiliàries, 1 tintoreria i 3 salons de bellesa.
Dels 16 establiments comercials que hi havia el 2009, 1 era un hipermercat, 1 una botiga de menys de 120 m², 2 fleques, 4 carnisseries, 1 una peixateria, 1 una llibreria, 1 una botiga de roba, 1 una botiga de material esportiu, 1 un drogueria, 1 una joieria i 2 floristeries.
L'any 2000 a Vivonne hi havia 41 explotacions agrícoles que ocupaven un total de 2.652 hectàrees.

## Equipaments sanitaris i escolars
El 2009 hi havia 2 farmàcies i 2 ambulàncies.
El 2009 hi havia 1 escola maternal i 2 escoles elementals. Vivonne disposava d'un col·legi d'educació secundària amb 402 alumnes.

## Poblacions més properes
El següent diagrama mostra les poblacions més properes.